# Rivière Saint-Zéphirin
La rivière Saint-Zéphirin est un affluent de la rive gauche de la rivière Nicolet Sud-Ouest. Elle traverse les municipalités de Drummondville, Saint-Zéphirin-de-Courval et La Visitation-de-Yamaska, dans la municipalité régionale de comté (MRC) de Nicolet-Yamaska, dans la région administrative du Centre-du-Québec, au Québec, au Canada.

## Géographie
Les principaux bassins versants voisins de la rivière Saint-Zéphirin sont :
- côté nord : rivière Nicolet Sud-Ouest, rivière Nicolet, Lac Saint-Pierre, Fleuve Saint-Laurent ;
- côté est : rivière Nicolet Sud-Ouest, rivière Nicolet ;
- côté sud : rivière des Frères, rivière Landroche, rivière Colbert, rivière Saint-François ;
- côté ouest : Lac Saint-Pierre, rivière des Frères, rivière Landroche, rivière Colbert.

La rivière Saint-Zéphirin prend ses sources de ruisseaux agricoles dans le secteur Saint-Joachim-de-Courval de Drummondville.
À partir de sa zone de tête, la rivière Saint-Zéphirin coule sur environ 24 km vers le nord-est jusqu'à sa confluence rive gauche avec la rivière Nicolet Sud-Ouest, en aval de l'île Provencher,  en aval de la confluence de la rivière Sévère-René et  en amont de la confluence de la rivière Nicolet Sud-Ouest avec la rivière Nicolet.

## Toponymie
Le toponyme « Rivière Saint-Zéphirin » a été officialisé le 5 décembre 1968 à la Commission de toponymie du Québec.